# Sex and the City
Sex and the City, kortweg SATC is een Amerikaanse televisieserie die gaat over de belevenissen van vier vriendinnen in Manhattan, New York. 'Sex and the City' omvat 6 seizoenen, met in totaal 94 afleveringen, en werd tussen 1998 en 2004 uitgezonden door het Amerikaanse abonneetelevisienetwerk HBO. In Nederland werd het uitgezonden door Net5 en RTL 8, in België aanvankelijk door VT4, later door ZES.

## Personages
- Carrie Bradshaw, gespeeld door Sarah Jessica Parker

Carrie is schrijfster van de wekelijkse column 'Sex and the City' in de New York Star, waarin ze onderwerpen rond seks en dating in Manhattan behandelt aan de hand van gebeurtenissen in haar leven en dat van haar vriendinnen. In de eerste aflevering al ontmoet Carrie John James Preston oftewel "Mr. Big" (gespeeld door Chris Noth), de grote liefde van haar leven. Hij heeft echter bindingsangst en is egoïstisch: na een jaar gaan ze uit elkaar (einde seizoen 1). In de daaropvolgende seizoenen hebben ze nog een knipperlichtrelatie, terwijl Carrie relaties heeft met meubelontwerper Aidan Shaw (gespeeld door John Corbett), schrijver Jack Berger (Ron Livingston) en kunstenaar Aleksandr Petrovsky (Mikhail Baryshnikov). Carrie en Big besluiten te trouwen, maar op de dag van de bruiloft ziet Big er vanaf. Later trouwen ze alsnog. Ze willen geen kinderen.
Carries grote zwaktes zijn roken en shoppen, vooral schoenen. Deze serie heeft door de veelvuldige vernoeming van Manolo Blahnik deze schoendesigner razend populair gemaakt.
- Miranda Hobbes, gespeeld door Cynthia Nixon

Miranda is een succesvolle advocate, maar licht neurotisch. Gekenmerkt door haar pessimisme en cynisme gaat ze meestal als vrijgezel door het leven. Haar belangrijkste relatie is die met barman Steve Brady (gespeeld door David Eigenberg), die ze ontmoet in seizoen 2. Ze krijgt een zoon van hem, die ze als voornaam de achternaam van Steve geeft, maar met haar achternaam, dus Brady Hobbes. Ze is eerst alleenstaande moeder, maar trouwt later met Steve.
- Charlotte York, gespeeld door Kristin Davis Davis in Berlijn bij de première van de film uit 2008

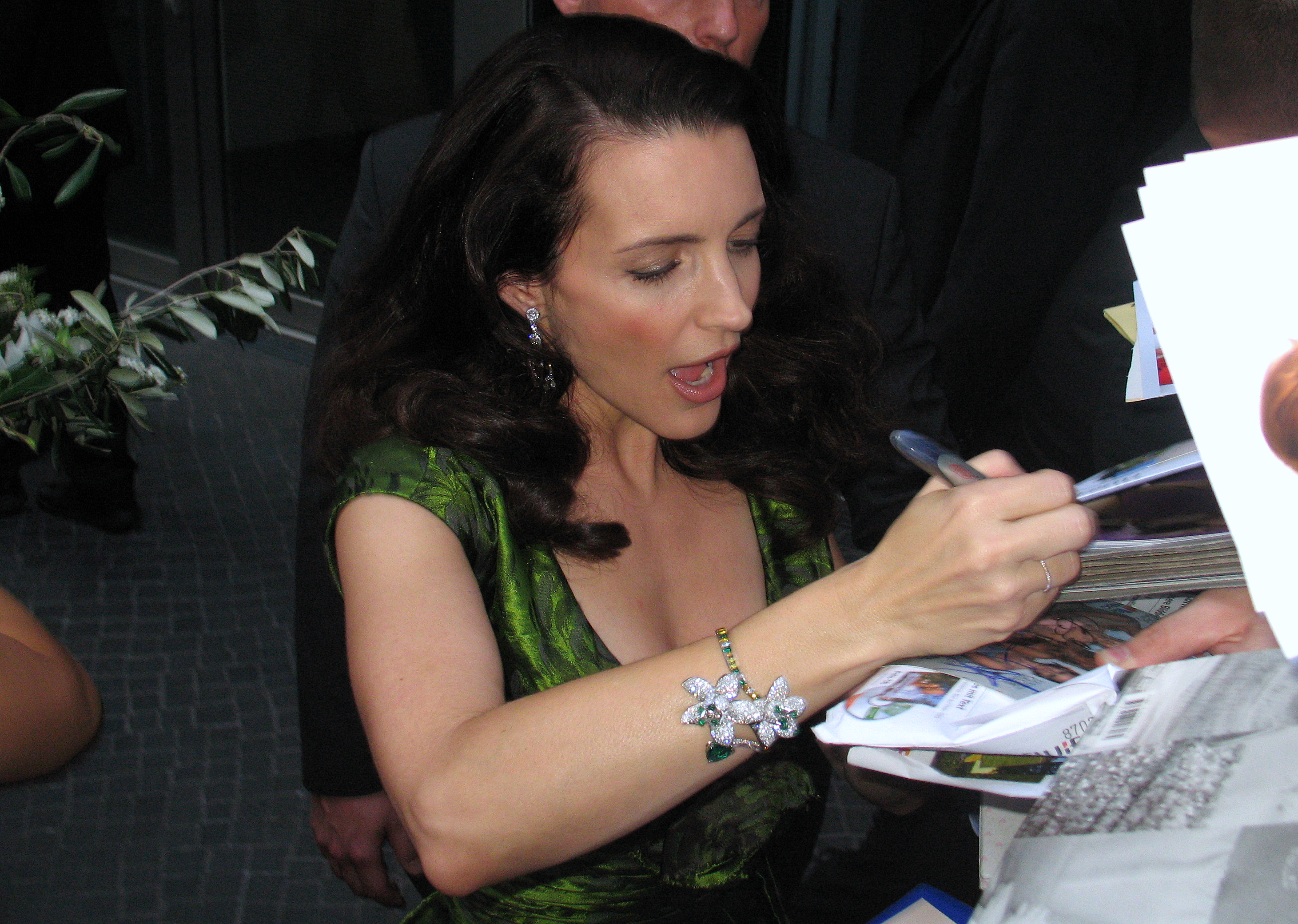
Davis in Berlijn bij de première van de film uit 2008

Charlotte, werkzaam in een kunstgalerie, is de braafste van de vier. Ze heeft klassieke opvattingen over seks, relaties en het huwelijk (om het in Carries woorden te zeggen: Charlotte ziet het huwelijk als een vereniging waar ze wanhopig bij wil horen). Ze trouwt in seizoen 3 met dokter Trey McDougall (Kyle MacLachlan), maar dit loopt al vrij snel op de klippen en ze wordt uiteindelijk weer verliefd op haar echtscheidingsadvocaat, de joodse Harry Goldenblatt (Evan Handler). Ze trouwen, adopteren het Chinese meisje Lily en krijgen zelf een dochter, Rose.
- Samantha Jones, gespeeld door Kim Cattrall

Samantha, een succesvolle zakenvrouw met een eigen pr-bedrijf, kiest boven alles voor vrijheid. Ze is gek op mannen en seks, een echte femme fatale. Ze is in eigen woorden een "try-sexual", ze wil alles proberen. Haar meest betekenisvolle relaties in de serie zijn die met hotelmagnaat Richard Wright (James Remar) en de jongere acteur/model Smith Jerrod (Jason Lewis).

## De serie
'Sex and the City' is gebaseerd op het gelijknamige boek van schrijfster Candace Bushnell, die hiermee internationale roem verwierf.
Al van het eerste seizoen af aan was 'Sex and the City' een hit. Het verheerlijkte seks en daten op Manhattan en was volgens sommigen een belangrijke stap in de emancipatie. De serie gaf een luchtige kijk op het leven als hippe dertiger met een carrière en goede vriendinnen als basis voor hun geluk. De serie gaf vrouwen wereldwijd duidelijk de boodschap dat alle mogelijke opvattingen over seks en relaties mogelijk zijn de dag van vandaag. De serie haalde veel onderwerpen rond seks uit de schemerige wereld van het taboe: trio's, soa, onenightstands, orale seks, biseksualiteit en dildo's zijn allemaal onderwerpen die uitgebreid besproken worden. Het idee werd verspreid dat alles kan, zolang je het zelf goed vindt. Er is ook kritiek op de serie: sommigen vinden het juist niet bevrijdend voor de vrouw. Zo zouden de vrouwelijke personages oppervlakkige types zijn, vooroordelen bevestigen en daardoor de boodschap afgeven dat vrouwen niet serieus genomen hoeven te worden.
Ook op het vlak van mode is de serie een cult-fenomeen geworden: shoppen is een van de favoriete bezigheden van deze vrouwen en er wordt ook veel belang gehecht aan mode en hun outfits. Charlotte heeft een ietwat conservatief uiterlijk, Miranda een sobere, ingetogen stijl die past bij haar carrière. Samantha daarentegen kiest voor mantelpakjes en jurkjes in felle kleuren die haar lichaam accentueren en Carrie heeft een eclectische stijl, waarbij het vooral draait om haar schoenen, nagenoeg altijd stiletto's en bij voorkeur Manolo Blahnik of Jimmy Choo. Het draait vooral om de 21e-eeuwse mode, en de ontelbare trends. Patricia Field was de styliste van de serie.

## Prijzen

### 1999
- Cine Golden Eagle Award
- Columbus International Film & Video Festival: The Bronze Plaque
- New York Festivals - Television Programming and Promotion Competition: Silver World Medal
- Women in Film: Lucy Award
- WorldFest - Houston International Film Festival: Gold Award

### 2000
- Gracie Allen Awards: American Women in Radio and Television: Gracie Allen Award
- Cine Golden Eagle Awards: Golden Eagle Award
- Columbus International Film & Video Festival: Honorable Mention
- Golden Globe Awards: 'Best Television Series Musical or Comedy' en 'Best Performance by Actress in Telivision Series Musical of Comedy'( Sarah Jessica Parker)
- Media Project Shine Awards: Scene Stealer

### 2001
- Gracie Allen Awards: American Women in Radio and Television: Gracie Allen Award
- Columbus International Film & Video Festival: Honorable Mention
- Costume Designers Guild: Excellence in Costume Design Temporary for Television
- Emmy Awards: Outstanding Comedy Series
- Entertainment Industries Council Prism Awards: Award for Television Series Comedy Storyline + Commendation
- Golden Globe Awards: 'Best Television Series Musical or Comedy' en 'Best Performance by Actress in Telivision Series Musical of Comedy' (Sarah Jessica Parker)
- Golden Satellite Awards: Best Television Series
- Makeup Artist & Hairstylist Guild Awards: Best Contemporary Make-up Television + Best Contemporary Hairstyling Television
- National Council on Family Relations Media Awards: First Place SIDS/HIV
- Producers Guild Golden Laurel Awards (PGA): Producer of the Year
- Screen Actors Guild Awards (SAG): Outstanding Performance by an Actress in a Comedy Series: Sarah Jessica Parker
- TV Cares: Ribbon of Hope Award
- Women's Image Network WIN Femme Film Festival: Win Award Tv Series Actress: Cynthia Nixon

### 2002
- ACE Eddie Awards: Best Edited Half-Hour Series for Television
- Gracie Allen Awards: American Women in Radio and Television: Gracie Allen Award
- Columbus International Film & Video Festival: Honorable Mention
- Emmy Awards: Oustanding Directing for a Comedy, Outstandig Casting for a Comedy, Outstanding COstumes for a Series oments - Patricia Field, Rebecca Weinberg
- Golden Globe Awards: 'Best Television Series Musical or Comedy' en 'Best Performance by Actress in Telivision Series Musical of Comedy' (Sarah Jessica Parker)
- Golden Satellite Awards: Best Television Series
- Gracie Allen Award: American Women in Radio and Television: Outstanding Comedy Program
- Festival de télévision de Monte-Carlo: Golden Nymph Award en Outstanding Actress of the Year (Sarah Jessica Parker)
- New York Festivals: Gold Worldmedal Situation Comedy
- Producers Guild Golden Laurel Awards (PGA): Producer of the Year in Episodic Television
- Screen Actors Guild Awards (SAG): Oustanding Performance by an Ensemble in a Comedy Series
- Shine Awards: Comedy
- WIN Awards: TV Comedy Series Actress

### 2003
- ACE Eddie Awards: Best Edited Half-Hour Series for Television
- American Women in Radio and Television (AWRT) Gracie Allen Award: National/Network/Syndication Award Winners
- Emmy Awards: Oustanding Casting for a Comedy Series
- Golden Globe Awards: Best Performance by an Actress in a Supporting Role in a Series: Kim Cattrall
- Makeup Artists and Hair Stylists Guild Awards: Best Contemporary Hairstyling for Television